# Henricus Cornelis Antonius Muijser
Henricus Cornelis Antonius Muijser (Den Haag, 15 oktober 1901 – 16 december 1976) was een Nederlands politicus.
Hij werd geboren als zoon van Jacob John Marcus Egbertus Muijser (hoofdcommies bij de Thesaurie van H.M. de Koningin) en Henriette Antonia Maria Beernink. Zijn moeder overleed op de dag van zijn geboorte waarop vader in 1903 hertrouwde met Petronella Maria Geertruida Johanna Beernink; een zus van diens eerste vrouw. H.C.A. Muijser ging na het gymnasium rechten studeren bij de Rijksuniversiteit Leiden. Na het behalen van het kandidaatsexamen studeerde hij verder bij de Rijksuniversiteit Utrecht. Toen de Katholieke Universiteit Nijmegen net begon besloot hij daar zijn studie voort te zetten en behoorde hij bij inschrijving tot de eerste vijf ouderjaarsstudenten van die nieuwe universiteit. Na daar in 1927 te zijn afgestudeerd is Muijser bij de Rijksuniversiteit Utrecht ook nog afgestudeerd in Indisch recht. In 1930 vertrok hij naar Nederlands-Indië waar hij griffier was bij de landraad in Bangkalan op het eiland Madoera. Rond 1933 werd hij plaatsvervangend landrechter in Sawahloento (Sumatra). Daarna werd hij substituut-officier bij de Raad van Justitie in Medan. In 1936 keerde Muijser vanwege gezondheidsredenen terug naar Nederland waar hij als substituut-griffier ging werken bij het kantongerecht in Tiel. In mei 1941 werd hij benoemd tot waarnemend burgemeester van de gemeenten Escharen en Gassel. Toen de gemeente Nieuw-Ginneken op 1 januari 1942 gevormd werd, werd Muijser daar benoemd als burgemeester. Later dat jaar trouwde hij met Willy Moonen; een dochter van de Waalwijkse burgemeester E.C.J. Moonen. Na de bevrijding werd hij als burgemeester ontslagen en van 1951 tot zijn pensionering in 1966 was hij de burgemeester van Bakel en Milheeze. Eind 1976 overleed hij op 75-jarige leeftijd.